# Rhectogonia
Rhectogonia is een geslacht van vlinders van de familie bladrollers (Tortricidae), uit de onderfamilie Olethreutinae.

## Soorten
- R. dyschima Diakonoff, 1984
- R. electrosema Diakonoff, 1966